# Hélène Frankowska
Hélène Frankowska, ou Halina Frankowska, est une mathématicienne française spécialiste de théorie du contrôle et d’optimisation. Elle est directrice de recherche au Centre national de la recherche scientifique, et responsable de l’équipe « Combinatoire et Optimisation » de  l’Institut de mathématiques de Jussieu-Paris Gauche, sur le campus Pierre-et-Marie-Curie de Sorbonne Université.

## Formation
Hélène Frankowska commence ses études supérieures au département de mathématiques, informatique et mécanique à l’université de Varsovie. En 1980, elle  passe deux ans à l’École internationale supérieure d'études avancées à Trieste, en Italie. D'abord assistante à l’Académie polonaise des sciences, puis à l’université Paris-Dauphine, elle obtient un doctorat de 3e cycle en 1983 et un doctorat d'État en 1984 à l’université Paris-Dauphine. Sa thèse, codirigée par Czesław Olech et Jean-Pierre Aubin, porte le titre de Nonsmooth Analysis and its Applications to Viability and Control.

## Carrière
En 1985, Frankowska est recrutée comme chargée de recherche au CNRS. Elle travaille d'abord dans le laboratoire de mathématiques de l’université Paris-Dauphine, puis, à partir de 2000, à l’École polytechnique, dans le Centre de recherche en épistémologie appliquée (CREA). Elle devient directrice de recherche en 2008.
Elle a dirigé 5 thèses, d’abord à Paris-Dauphine, puis à l’université Pierre-et-Marie-Curie  (maintenant Sorbonne Université). Elle participe au comité de rédaction de plusieurs journaux de recherche, dont le Journal of Convex Analysis, Journal of Optimization Theory and Applications et SIAM Review (SIREV).

## Recherches
Ses travaux portent sur l’optimisation continue et ses interactions avec les systèmes dynamiques et la théorie des systèmes contrôlés.
Avec Aubin, Frankowska écrit le livre de référence Set-Valued Analysis (publié en 1990 chez Birkhäuser),,.
Elle est conférencière invitée au Congrès international des mathématiciens de 2010, à Hyderabad, en Inde, dans la section sur la théorie du contrôle et l’optimisation. En 2017, elle est conférencière plénière au congrès annuel de la Société mathématique australienne, à Sydney.
Un colloque en son honneur et en celui d’Hector Sussmann a eu lieu en juin 2014 à Rome. La présentation du colloque indique : « L'interaction classique et féconde entre l'analyse et la géométrie a joué indéniablement un rôle crucial dans les avancées significatives [de la théorie du contrôle et de ses applications]. Ce colloque vise à réaffirmer cette efficace ligne de réflexion, en offrant un chaleureux hommage à deux protagonistes prééminents de cette aventure pleine de défis : Hélène Frankowska et Hector J. Sussmann ».

## Sélection de publications
- (en) Hélène Frankowska et Jean-Pierre Aubin, Set-Valued Analysis, Bâle, Birkhäuser, 1990.
- (en) Piermarco Cannarsa, Giuseppe Da Prato et Hélène Frankowska, « Domain invariance for local solutions of semilinear evolution equations in Hilbert spaces », Journal of the London Mathematical Society, vol. 102,‎ 2020 (lire en ligne).